# Jückelberg
Jückelberg è una frazione del comune tedesco di Nobitz.

## Geografia fisica
Jückelberg si trova in Osterland ed è il centro abitato più orientale della Turingia.

## Storia
Il comune di Jückelberg venne aggregato nel 2018 alla città di Nobitz.